# Йошкар-олинский троллейбус
Йошкар-олинский троллейбус — система троллейбусного транспорта города Йошкар-Олы, а также посёлка городского типа Медведево. Эксплуатация открыта 5 ноября 1970 года. Эксплуатацию троллейбусной сети осуществляет ГУП РМЭ «Троллейбусный транспорт».

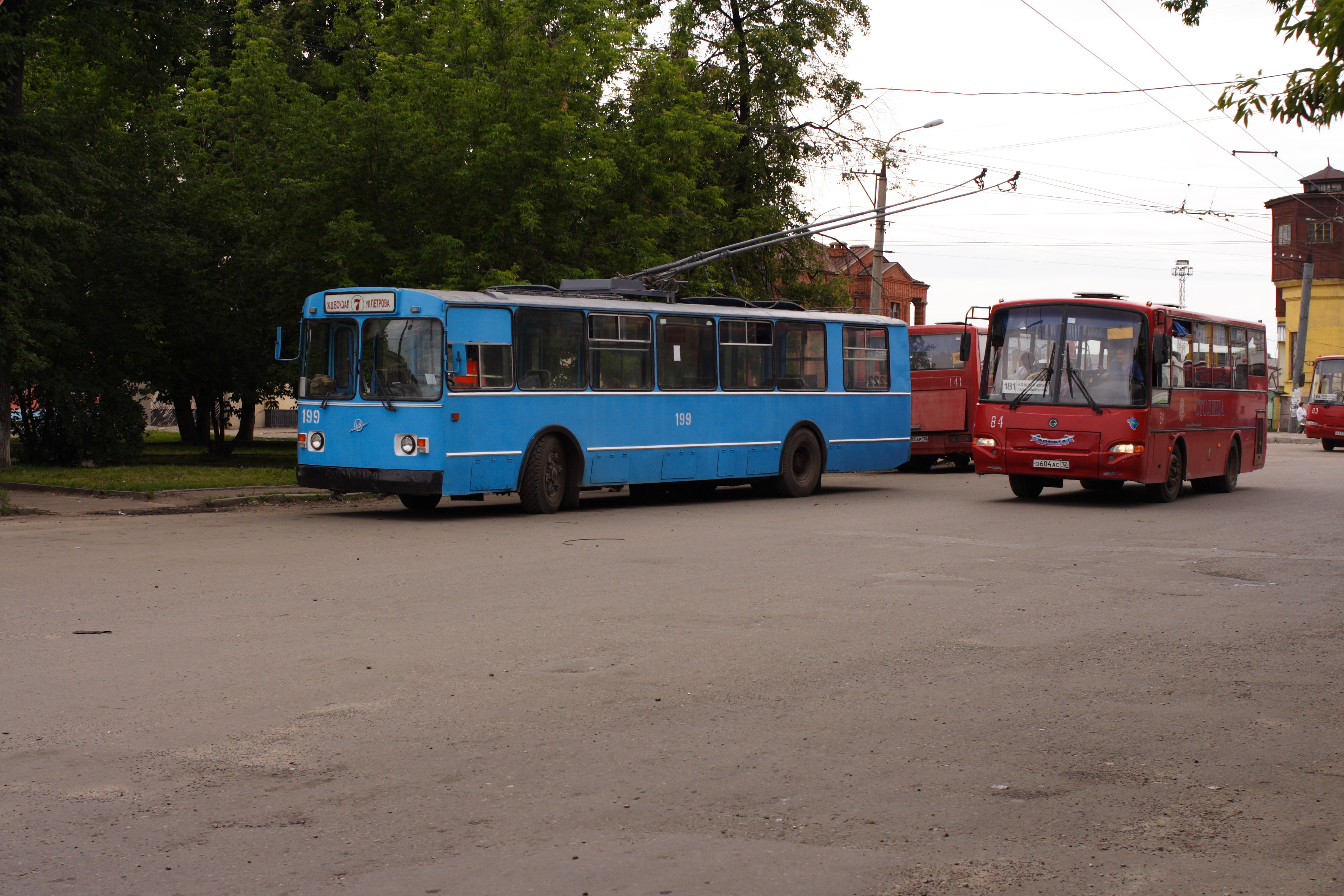
Троллейбус на Привокзальной площади

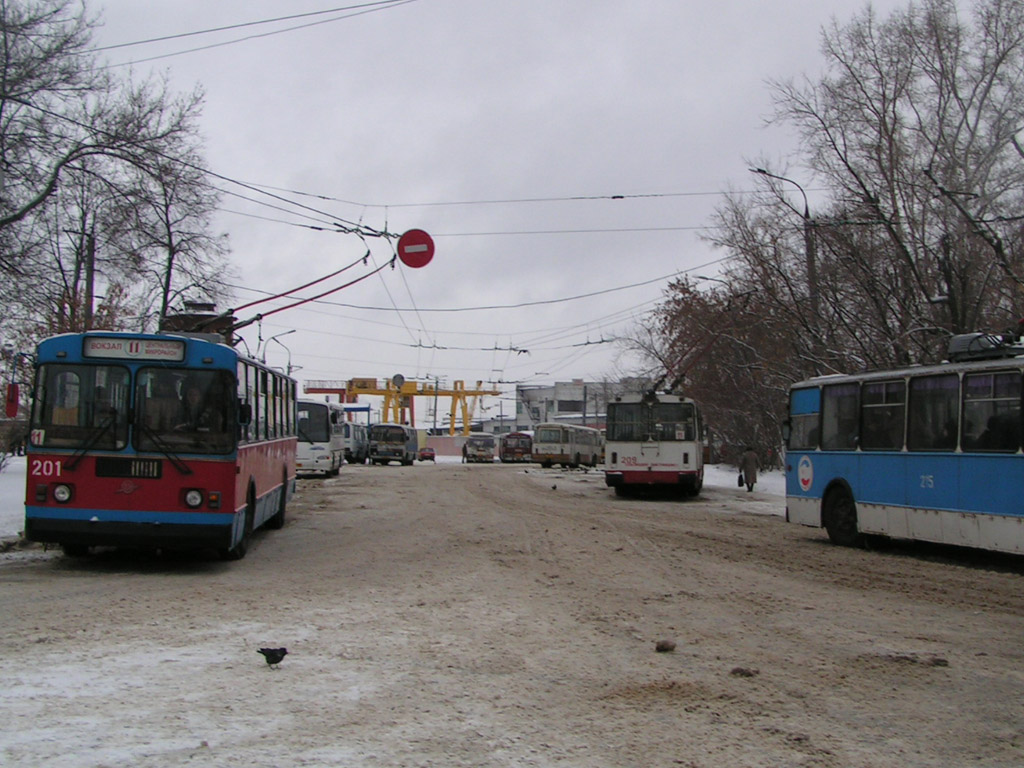
Троллейбусы на конечной остановке «Вокзал»

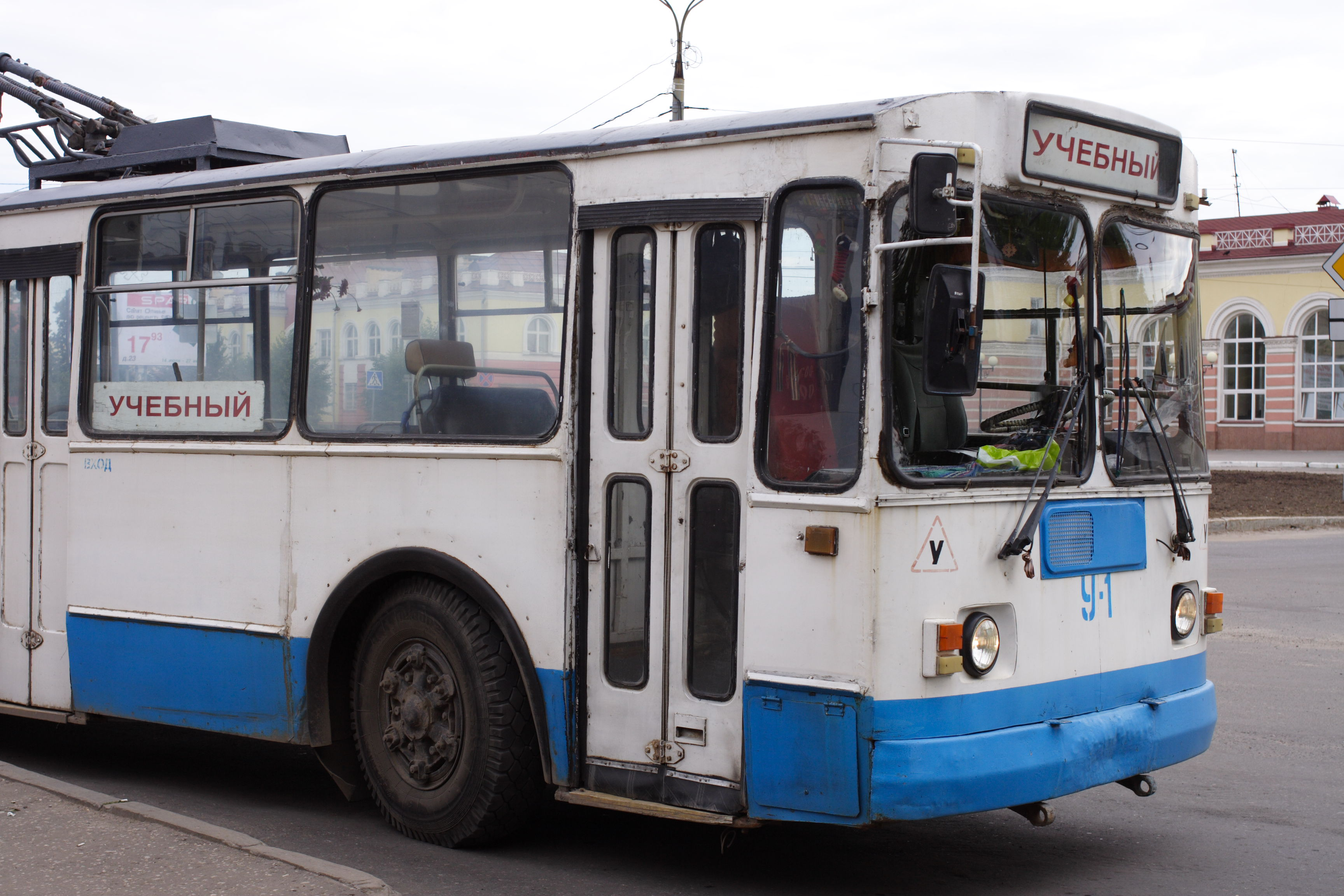
Учебный троллейбус на конечной остановке «Вокзал»

## История
В 1967 году начато строительство троллейбусного парка. В 1970 году образовано управление троллейбусного транспорта, и открыт маршрут № 1 (УТТ — ЖБИК). В апреле 1972 года открыт маршрут № 2 Вокзал — ЖБИК, в ноябре — маршрут 2Б Мясокомбинат — Депо, а маршрут № 2 переименован в № 2А, продлён до мясокомбината и перенаправлен до депо (Мясокомбинат — Депо). Маршруты 2А и 2Б отличались направлением движения. В 1973 году открыт маршрут № 3 (Вокзал — 9-й микрорайон). В 1974 году построена линия в Заречном районе (для маршрута № 2). Закрыты маршруты № 2А и 2Б, и открыт маршрут 2 (Микрорайон «Дубки» — 9-й микрорайон). В 1975 году построена линия в центре города по улице Пушкина (изменён маршрут № 2), открыт маршрут № 4 (Дубки — Мясокомбинат) в часы пик.
В 1980 году введена в эксплуатацию конечная станция «Мясокомбинат». В 1981 году открыт маршрут № 5 (Мясокомбинат — Гомзово). В 1982 году открыт маршрут № 6 (Дубки — Гомзово). В 1984 году открыта линия на Ремзавод (изменён маршрут № 6 «Улица Гайдара — Гомзово»). В 1985 году открыт троллейбусный маршрут № 7 (Гомзово — ЖБИК), открыта линия в 9-м микрорайоне по улицам Суворова и Прохорова (для маршрута № 2), маршрут № 4 разделён на маршруты № 4а (Дубки — Мясокомбинат) и № 4б (ул. Гайдара — Мясокомбинат). В 1986 году открыта линия по Ленинскому проспекту: открыт маршрут № 8 (Дубки — ЖБИК), изменён маршрут № 4а. В 1988 году открыта линия в посёлке Медведево (изменён маршрут № 8 «Дубки — Улица Терешковой»), открыта линия по улице Герцена. В 1989 году открыты линии по улице Пролетарской и в 3-м микрорайоне: открыт маршрут № 9 (3-й микрорайон — 9-й микрорайон), открыт маршрут № 10а (Дубки — 3-й микрорайон) и 10б (Улица Гайдара — 3-й микрорайон) в результате изменения в промежутках между часами-пик маршрутов № 4а и № 4б. Спустя месяц после открытия закрыты маршруты 10а и 10б, вместо них открыт маршрут № 10 (Улица Гайдара — 3-й микрорайон).
В 1990 году открыта линия по улице Красноармейской: маршрут № 11 (кольцевой в обе стороны «Вокзал — Вокзал»). В 1991 году изменён маршрут № 10 «Улица Гайдара — 3-й микрорайон» (по улице Красноармейской, а также по новой линии по улице Анциферова); отменены маршруты № 4а и № 4б. В 1992 году открыта линия в посёлке Медведево по Козьмодемьянскому тракту: открыт маршрут № 12 (Вокзал — Медведево — Вокзал), продлён маршрут № 7 (Гомзово — Улица Терешковой), продлён маршрут № 9 (3-й микрорайон — Медведево), открыта линия по улице Суворова (для маршрута № 11). В 1993 году открыта линия на Опытное поле: открыт маршрут № 9а (3-й микрорайон — Опытное поле). В 1997 году открыта линия по улице Кирова и в микрорайон «Звёздный»: открыт маршрут № 4 (Микрорайон Звёздный — ДК имени Ленина), изменён маршрут № 2 (по улице Кирова), открыта линия в 4-м микрорайоне (для маршрутов № 9, 9а). В 1998 году открыт маршрут № 13 (Вокзал — Вещевой рынок) в выходные и праздничные дни.
В 2003 году изменён маршрут № 2 (по ул. Зарубина). В 2004 году продлён маршрут № 8 (Дубки — Медведево), изменён маршрут № 12 (Вокзал — п. Медведево), отменён маршрут № 9. В 2009 г. — открыт экспериментальный маршрут № 7 (кольцевой, Вокзал — Улица Петрова — Вокзал) в выходные и праздничные дни. В 2010 году начал работать маршрут № 7, но отменён в 2012 году. В 2014 году отменён маршрут № 12, продлён маршрут № 4 до Опытного поля. В августе 2014 года прибыли два новых троллейбуса «Тролза 5275-03 Оптима». В июне 2015 года закрыт маршрут № 4. В октябре 2015 года прибыл новый троллейбус «ВМЗ 52981». В 2017 году изменён маршрут № 10 по улице Мира и Воинов-интернационалистов.
В августе 2018 года введена оплата по банковским и транспортным картам, а все троллейбусы оборудованы для спутникового мониторинга. В феврале 2020 года вновь открыт в скорректированном варианте ранее дважды закрытый маршрут № 7 «Мясокомбинат — Микрорайон Дубки» по рабочим дням. В августе 2021 года поступило 10 современных троллейбусов БКМ-321. В июне—июле 2022 года проходил тест-драйв троллейбуса с автономным ходом ПКТС-6281.01 «Адмирал».
В апреле 2023 года в городе начата транспортная реформа. Часть маршрутов стала иметь префикс «м» («магистральный»), означающий удлинение работы в вечернее время до 23:00. Маршрут № 3 «Мясокомбинат — 9-й микрорайон» стал следовать по маршруту «Опытное поле — Республиканский автовокзал», из маршрута № 11 выделен маршрут против часовой стрелки и назван м12. В августе 2023 года построена контактная сеть по новому участку улицы Петрова и бульвару Ураева, по ним пущен маршрут м2. В январе 2024 года муниципальное предприятие «Троллейбусный транспорт» (МП «ТТ») реорганизовано в ГУП РМЭ «ТТ». В июне 2024 года в парк поступило два новых троллейбуса ВМЗ-5298.01 «Авангард» с возможностью автономного хода, в ноябре — ещё три таких же троллейбуса, все они вышли на маршрут № 6. В апреле—июне 2025 года проходил тест-драйв троллейбуса с автономным ходом KAMAZ-62825.

## Действующие маршруты
По состоянию на май 2023 года в Йошкар-Оле эксплуатируются 11 троллейбусных маршрутов:
1. «Вокзал — ДК им. Ленина»:
Остановка «Вокзал» — ул. Яналова — просп. Гагарина — ул. Панфилова — ул. Первомайская — ул. Водопроводная — ул. Машиностроителей — остановка «ДК им. Ленина» — ул. Машиностроителей — ул. Водопроводная — ул. Первомайская — ул. Панфилова — ул. Советская — Остановка «Вокзал».
м2. «9-й микрорайон — Улица Вишнёвая»:
Остановка «Улица Йывана Кырли» — ул. Йывана Кырли — Козьмодемьянский тракт — ул. Суворова — ул. Машиностроителей — Ленинский просп. — ул. Первомайская — ул. Пушкина — ул. Вознесенская — Ленинский просп. — ул. Эшкинина — Воскресенский просп. — ул. Воинов-интернационалистов — ул. Кирова — ул. Мира — ул. Лебедева — остановка «Улица Вишнёвая» — ул. Лебедева — ул. Героев Сталинградской битвы — ул. Мира — ул. Кирова — ул. Воинов-интернационалистов — Воскресенский просп. — ул. Эшкинина — Ленинский просп. — ул. Вознесенская — ул. Пушкина — ул. Первомайская — Ленинский просп. — пл. Победы — ул. Машиностроителей — ул. Зарубина — ул. Анциферова — ул. Суворова — Козьмодемьянский тракт — ул. Йывана Кырли — ул. Баумана — ул. Прохорова — ул. Строителей — ул. Йывана Кырли — остановка «Улица Йывана Кырли».
3. «Опытное поле — Республиканский автовокзал»:
Остановка «Опытное поле» (пгт. Медведево) — ул. Чехова (пгт. Медведево) — ул. Логинова (пгт. Медведево) — ул. Йывана Кырли — Козьмодемьянский тракт — ул. Суворова — ул. Машиностроителей — Ленинский просп. — ул. Первомайская — ул. Красноармейская — Царьградский просп. — ул. Воинов-интернационалистов — ул. Кирова — ул. Мира — ул. Карла Либкнехта — Ленинский просп. — остановка «Лесная» — Ленинский просп. — ул. Кирова — ул. Воинов-интернационалистов — Царьградский просп. — ул. Красноармейская — ул. Первомайская — Ленинский просп. — пл. Победы — ул. Машиностроителей — ул. Строителей — ул. Йывана Кырли — ул. Логинова (пгт. Медведево) — ул. Чехова (пгт. Медведево) — остановка «Опытное поле» (пгт. Медведево).
м5. «Мясокомбинат — Улица Транспортная»:
Остановка «Мясокомбинат» — ул. Карла Маркса — ул. Панфилова — ул. Первомайская — ул. Красноармейская — остановка «Улица Транспортная» и обратно по той же схеме.
6. «Улица Транспортная — Улица Гайдара»:
Остановка «Улица Транспортная» — ул. Красноармейская — ул. Машиностроителей — Ленинский просп. — ул. Первомайская — ул. Панфилова — ул. Карла Маркса — Ленинский просп. — ул. Карла Либкнехта — остановка «Улица Гайдара» и обратно по той же схеме.
7. «Мясокомбинат — Микрорайон Дубки»:
Остановка «Мясокомбинат» — ул. Карла Маркса — Ленинский просп. — ул. Лебедева — ул. Героев Сталинградской Битвы — остановка «Микрорайон Дубки» — ул. Героев Сталинградской Битвы — ул. Мира — ул. Кирова — ул. Воинов-интернационалистов — ул. Петрова — Ленинский пр. — ул. Карла Маркса — остановка «Мясокомбинат».
м8. «Микрорайон Звёздный — посёлок Медведево»:
Остановка «Микрорайон Звёздный» — ул. Звёздная — ул. Лебедева — Ленинский просп. — ул. Вознесенская — ул. Пушкина — ул. Первомайская — Ленинский просп. — пл. Победы — ул. Машиностроителей — ул. Терешковой (пгт. Медведево) — ул. Советская (пгт. Медведево) — остановка «Площадь Победы» (пгт. Медведево) — ул. Советская (пгт. Медведево) — ул. Терешковой (пгт. Медведево) — ул. Машиностроителей — Ленинский просп. — ул. Первомайская — ул. Пушкина — ул. Вознесенская — Ленинский просп. — ул. Лебедева — ул. Героев Сталинградской битвы — ул. Мира — ул. Звёздная — остановка «Микрорайон Звёздный».
9. «Улица Подольских курсантов — Опытное поле»:
Остановка «Улица Подольских курсантов» — ул. Подольских курсантов — ул. Транспортная — ул. Дружбы — ул. Машиностроителей — ул. Строителей — ул. Йывана Кырли — ул. Логинова (пгт. Медведево) — ул. Чехова (пгт. Медведево) — остановка «Опытное поле» — ул. Чехова (п. Медведево) — ул. Логинова (пгт. Медведево) — ул. Йывана Кырли — ул. Баумана — ул. Машиностроителей — ул. Подольских курсантов — остановка «Улица Подольских курсантов».
10. «Улица Подольских курсантов — Улица Гайдара»:
Остановка «Улица Подольских курсантов» — ул. Подольских курсантов — ул. Анциферова — ул. Красноармейская — Царьградский просп. — ул. Воинов-интернационалистов — ул. Петрова — Ленинский просп. — ул. Карла Либкнехта — остановка «Улица Гайдара» — ул. Карла Либкнехта — Ленинский просп. — ул. Петрова — ул. Воинов-интернационалистов — Царьградский просп. — ул. Красноармейская — ул. Первомайская — ул. Пролетарская — ул. Машиностроителей — ул. Подольских курсантов — остановка «Улица Подольских курсантов».
м11. «Вокзал — Улица Петрова» (кольцевой маршрут по часовой стрелке):
Остановка «Вокзал» — ул. Яналова — просп. Гагарина — ул. Панфилова — ул. Герцена — ул. Суворова — ул. Машиностроителей — ул. Красноармейская — Царьградский просп. — ул. Воинов-интернационалистов — ул. Петрова — остановка «Улица Петрова» — Ленинский просп. — ул. Карла Маркса — ул. Панфилова — ул. Советская — остановка «Вокзал».
м12. «Вокзал — Микрорайон Сомбатхей» (кольцевой маршрут против часовой стрелки):
Остановка «Вокзал» — ул. Советская — ул. Панфилова — ул. Карла Маркса — Ленинский просп. — остановка «Улица Петрова» — ул. Петрова — ул. Воинов-интернационалистов — Царьградский просп. — ул. Красноармейская — ул. Машиностроителей — ул. Суворова — ул. Герцена — ул. Панфилова — просп. Гагарина — ул. Яналова — остановка «Вокзал».

## Подвижной состав

### Актуальный подвижной состав
- ЗиУ-682 (с 1972 года)[10]
- БТЗ-5276-04 (с 2003 года)[10]
- ЗиУ-682ГМ1 (с 2008 года)[10]
- Тролза-5275 «Оптима» (с 2014 года)[5][10]
- ВМЗ-52981 (с 2015 года)[10]
- БКМ-321 (с 2021 года)[10]
- ВМЗ-5298.01 «Авангард» (с 2024 года)[10]

### Исторический подвижной состав
- ЗиУ-5Д (1969—1983)[10]
- АКСМ-101 (2018—2020, в эксплуатацию запущен не был)[10]
- ПКТС-6281.01 «Адмирал» (2022)[10]
- KAMAZ-62825 (2025)[10]